# Mosonszentandrás
Mosonszentandrás (németül: Sankt Andrä am Zicksee, régebben St. Andrae bei Frauenkirchen) mezőváros Ausztriában, Burgenland tartományban, a Nezsideri járásban.

## Földrajz
Nezsidertől 21 km-re délkeletre a Fertőzug központi részén fekszik.

## Nevének eredete
Nevét Szent András apostol tiszteletére szentelt templomáról kapta.

## Történelem
A települést 1437-ben említik először. 1500-ban már bizonyíthatóan állt Szent András tiszteletére szentelt temploma, azonban ezt a török 1529-es bécsi hadjárata során elpusztította. A 16. században lakói protestánsok lettek. 1605-ben Bocskai, 1620-ban Bethlen hadai dúlták fel. 1683-ban újra a török pusztította el. A Rákóczi-szabadságharc idején többször a kurucok fosztották ki, majd a harcok végével pestisjárvány és éhínség pusztított. Katolikus egyházát 1703-ban alapították újra, anyakönyveit 1774-től vezetik. 1880-ban Albrecht főherceg volt a birtokosa.
Vályi András szerint " SZENT ANDRÁS. S. André. Német falu Moson Várm. ’s a’ Magyar Óvári Uradalomhoz tartozik, lakosai katolikusok, fekszik d. Pomogyhoz 1, n. ny. Magy. Óvárhoz 4 órányira; 3 fordúlóra osztott egyenes határja termékeny, legelője, réttye középszerű, tavaiban halászattyok, és nádlások van, széksó is bőven szedetik határján; piatzok Nizsiderben van. " 
Fényes Elek szerint " Szent-András, (St. Andrä), német falu, Moson vármegyében, 1 mfld. a Hansághoz, 792 kath. lak., paroch. szentegyházzal. Határa második osztálybeli, s van 91 4/ egész jobbágytelke, 78 telkes gazdája, 343 4/ hold első, 836 hold második, 1265 h. harmadik, 264 h. negyedik osztálybeli szántóföldje, 148 embervágó rétje, sok káposztája. Széksószedés. Szénaszállitás. Sok vizimadár. F. u. Károly főherczeg örök. Ut. p. Moson. " 
1910-ben 1252, többségben német lakosa volt, jelentős magyar kisebbséggel. A trianoni békeszerződésig Moson vármegye Nezsideri járásához tartozott. 1921-ben a trianoni és saint germaini békeszerződések értelmében Ausztria Burgenland tartományának része lett.
2002-ben mezővárosi rangot kapott. 2014-ben itt alapították meg Ausztria első ortodox kolostorát, melynek alapítólevelét Arszeniosz Kardamakisz, Ausztria görög ortodox metropolitája és Ägidius Zsifkovics kismartoni római katolikus megyés püspök írta alá.

## Nevezetességei
- Szent András tiszteletére szentelt római katolikus temploma 1724-ben épült barokk stílusban.
- A barokk oromzatos ház.
- A régi malom épülete gyakran kiállítások helyszíne.
- Közelében fekszik a Szikes-tó, egy 180 hektáros nagy sztyeppe-tó, a tópart legszebb fürdőtava. Kellemes vízhőmérséklete, alacsony mélysége miatt családos turisták körében kedvelt, vízisportolásra is alkalmas.

## Híres emberek
- Itt született 1916-ban Timaffy László néprajzkutató, a győri mezőgazdasági szakiskola tanára.
- Itt született 1919. október 29-én Markó Imre Lehel katolikus pap, nyelvész.